# Periklis Ilias
Periklis Ilias (em grego:  Περικλης Ηλιας, nascido em 26 de junho de 1986) é um ciclista olímpico grego. Ilias representou seu país durante os Jogos Olímpicos de Londres 2012, na prova de cross-country, terminando em 33º lugar.